# Seient
Un seient és un moble que serveix per a seure-hi. Antigament representava un símbol de poder i ostentació. Els seients destinats a sobirans i a persones amb alts càrrecs eren els més decorats i amb materials i acabats de millor qualitat. Amb el pas del temps, i seguint els estils del moment, els artesans i fusters milloraren la seva tècnica i crearen nous models. La introducció de dissenyadors i arquitectes en el procés creatiu dels seients revolucionà el concepte que se'n tenia fins llavors,aportant materials i formes mai vists fins aquell moment. El descobriment de materials més lleugers per als seients i la possibilitat de produir-ne en sèrie provocaria un descens en els preus, ajudant que el seu ús fos cada cop més estès. Actualment l'ús de seients és indispensable, tant en el mobiliari domèstic com en el mobiliari urbà, existint una gran varietat dels mateixos: amb mides, formes, colors i materials diferents, segons les necessitats i gustos requerits.

## Origen
La paraula “seient” traduïda al llatí és cathedra, ja que es relaciona amb el mot “cadira”. Antigament el seient o cathedra era el lloc del mestre, del poderós i suposava un símbol de poder.

## Etimologia
L'etimologia de la paraula guarda relació estreta amb el verb “seure”, que prové del llatí sedere.

## Tipus de seients
1. banc: la paraula prové del segle xiv. Es tracta d'un seient estret i llarg, que acostuma a tenir respatller i on hi cap més d'una persona.
2. banqueta: la paraula prové del segle xv. És un seient petit sense respatller i amb braços per a recolzar-s'hi.
3. tron: la paraula prové del s. XV. Un tron és un seient destinat a sobirans i persones d'alts càrrecs. És un símbol del poder d'aquestes.
4. tamboret: la paraula prové de l'any 1696. Es tracta d'un seient individual, sense respatller ni braços.
5. Cadira: la paraula prové del llatí. Es tracta d'un seient individual amb respatller, que acostuma a tenir quatre potes i, de vegades, braços.
6. Sofà: la paraula prové de l'any 1868, del turc. Un sofà és un seient per a dues o més persones, proveït de respatller i braços.
7. butaca: la paraula prové de l'any 1858, del castellà. Es tracta d'un tipus de cadira, de major mida, encoixinada i amb respatller inclinat cap enrere.
8. divan: la paraula prové de l'any 1696, del turc. Un divan és un tipus de sofà baix, sense respatller, amb coixins sols i aplicat contra la paret.
9. escambell: la paraula prové de l'any 1429. La paraula escambell s'utilitza, sovint, com a sinònim de tamboret. També designa un tipus de tamboret de poca alçada on pujar-hi de peus o on posar-hi els peus quan s'està assegut.
10. puf o sac : la paraula és d'origen onomatopeic. Un puf o sac és un tamboret molt baix, farcit de matèria tova o esponjosa i folrat de cuir, pell o tela gruixuda.

## Història del seient com a moble

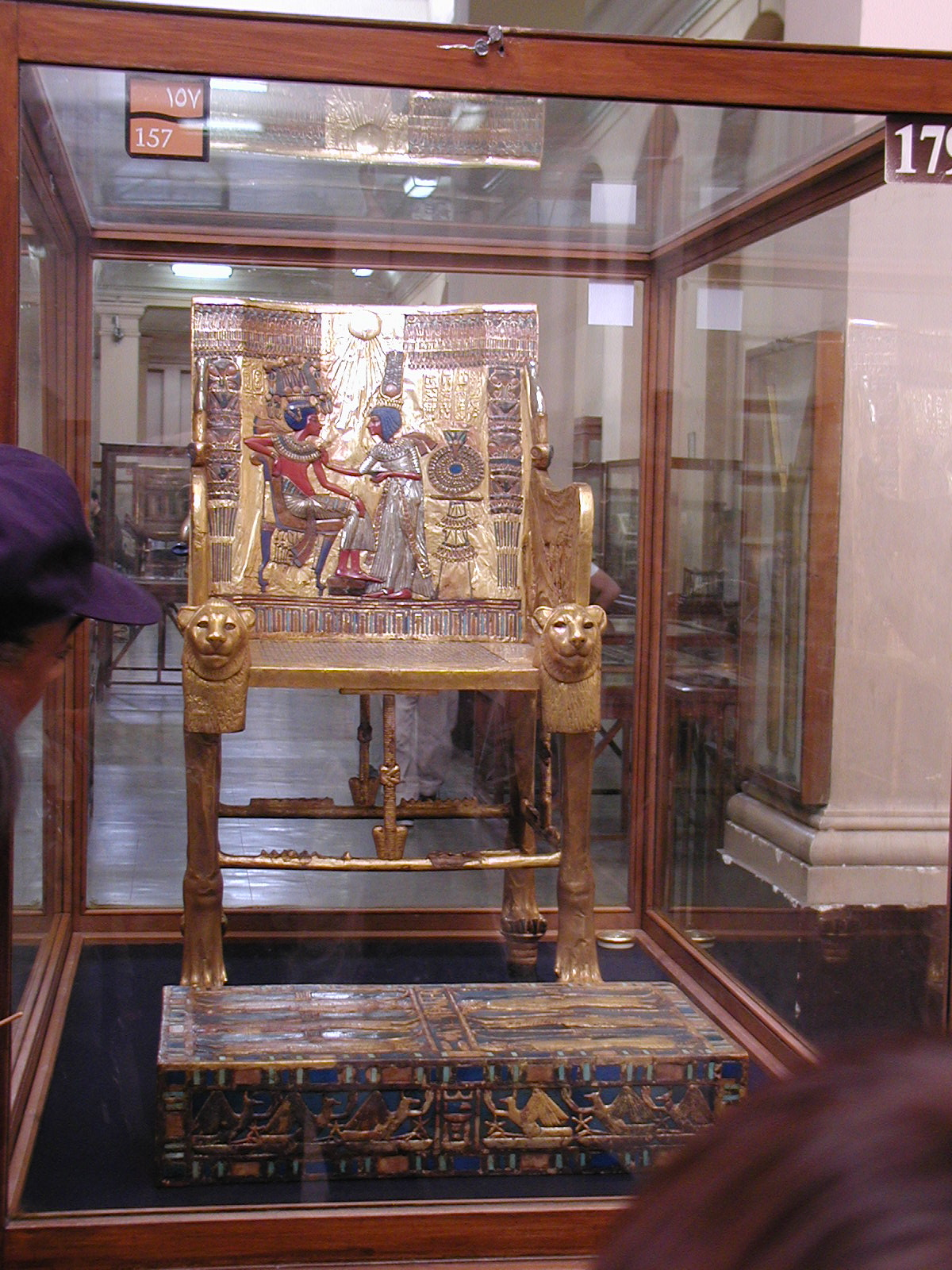
El tron de Tutankamon

### Egipte
Les peces de mobiliari més antigues provenen de l'antiga civilització egípcia. Durant els serveis funeraris s'afegien a les tombes objectes de valor degut a la creença que aquests acompanyarien el difunt a la seva nova vida després de la mort.
L'hermetisme de les tombes i el clima extremadament sec feren possible la conservació d'aquestes peces durant milers d'anys, sent les de l'època de la divuitena dinastia (S,XVI-SIV a.C) les que es conserven en millor estat.
Els tamborets plegables i rígids foren un seient que emprà tothom sense cap distinció de classes. Les cadires, que se'n deriven, eren més sofisticades i ja disposaven de respatller i seient encoixinat. Solien estar decorades i tenien les potes imitant formes animals.
Tot el mobiliari de la reina Heteferes, dona de Snoferu (el primer faraó de la IV Dinastía) estava recobert amb una capa d'or gruixuda.
Els trons dels faraons foren els mobles de seient més decorats i treballats. El tron de Tutankamon estava perfilat amb or, tenia incrustacions de plata, vidres de colors, pedres precioses i majòlica. També s'usaren materials com el banús o el marfil.

### Grècia
Els seients de  l'Antiga Grècia es troben representats en pintures i relleus.
Es centrà més l'atenció en l'edifici públic i no tant en la casa particular. Tot i això, la zona del menjador guanyà més importància que en la civilització egípcia (sobretot amb les taules de menjador).
Aparegué la poltrona, que derivava del llit egipci, i s'emprava també com a sofà. També s'usaren seients plegables, cadires de braços cerimonials o thronos i es creà la famosa cadira Klismos.

### Roma

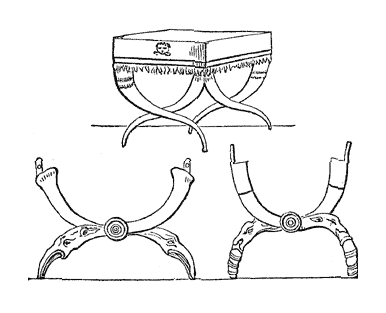
cadira Curul, Museu Borbònic, vol. vi. tav. 28

La cadira Curul fou una aportació de llavors: consistia en un tamboret plegable que utilitzaven els magistrats.
Les butaques encoixinades en forma de mitja bóta foren un tipus de seient romà que s'inspirà en l'art etrusc. La resta de mobiliari de l'Antiga Roma era similar al grec.

### Bizantí
No es conserva mobiliari domèstic de l'inici del segle iv, però els mobles de l'Imperi Romà d'Orient eren similars als romans: com les taules de marbre.
Com a seient es feren servir una gran varietat de caixes decorades, que també s'empraven per emmagatzemar i trons de fusta robusta.

### Musulmà
L'expansió a partir del segle vii de la religió musulmana per tot l'Orient Mitjà i el Nord d'Àfrica aportà elements arquitectònics com els arcs ogivals, rebaixats i en forma de ferradura. Els seients es decoraven amb motius aràbics consistent en flors i formes geomètriques.

### Romànic
Al Segle X es crearen esglésies i noves ciutats emmurallades al voltant dels castells. El fet de passar temporades en castells diferents feia que els mobles foren els estrictament necessaris: immòbils o dorments (pesats i construïts conjuntament amb les parets) i els de fàcil transport.
El mobiliari romànic es caracteritzava per ser robust, de construcció senzilla i amb grans claus i travessers.
Els bancs i tamborets de quatre potes foren els seients més representatius de l'època. Foren contemporanis: l'arca romànica i els cofres decorats amb treballs de forja. Ambdós s'utilitzaren com a seient, a més a més de com a armari i taula (les primeres) i com a espai per a emmagatzemar (els darrers).

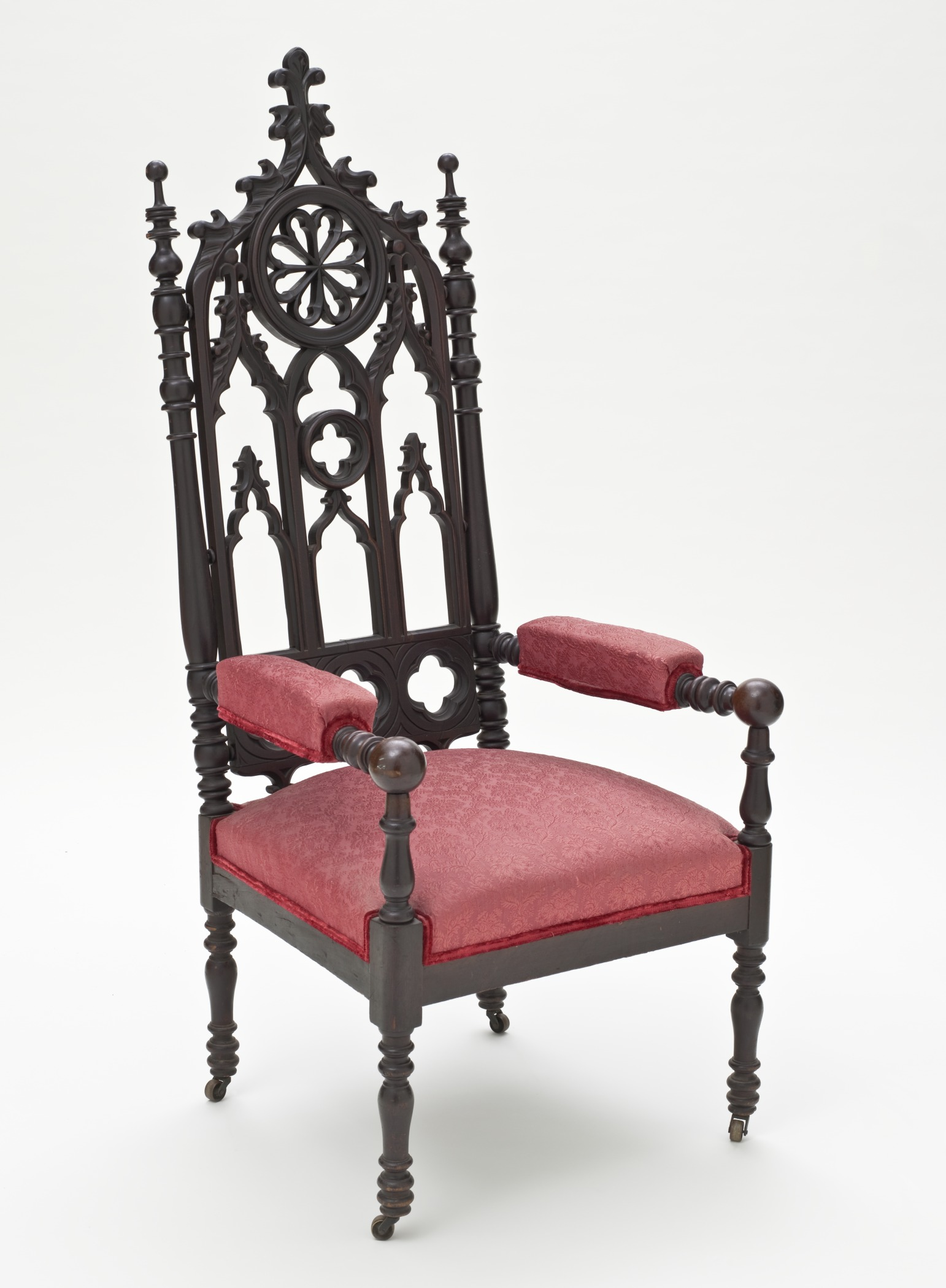
butaca o tron LACMA d'estil gòtic M.2008.268

### Gòtic
Al segle xiii sorgiren els gremis d'artesans i fusters. La decoració es feu més realista, sent la fusta, especialment la de roure, la més utilitzada. Alhora l'ús de xassís i panells per a construir els mobles de seient va fer que es tornessin més lleugers.
Els mobles de seient més utilitzats durant el Gòtic van ser els bancs, els trons i, en menor freqüència, els escambells i les cadires plegables.

### Renaixement
El Renaixement suposà el començament de l'Edat Moderna.
A mitjans del segle xiv a Itàlia hi hagué un ressorgiment de l'estètica grecoromana. Als palazzi era freqüent l'ús d'escultures, policromats, estucs, incrustacions de pasta i fusta (marqueteria), marfil i pedres de colors.
Els mobles característics del renaixement foren: la cassapanca, que era banc i arca a la vegada, el cassone, o cofre decorat que recordava un sarcòfag romà, i el esgabello, que es tractava d'una petita cadira molt treballada.

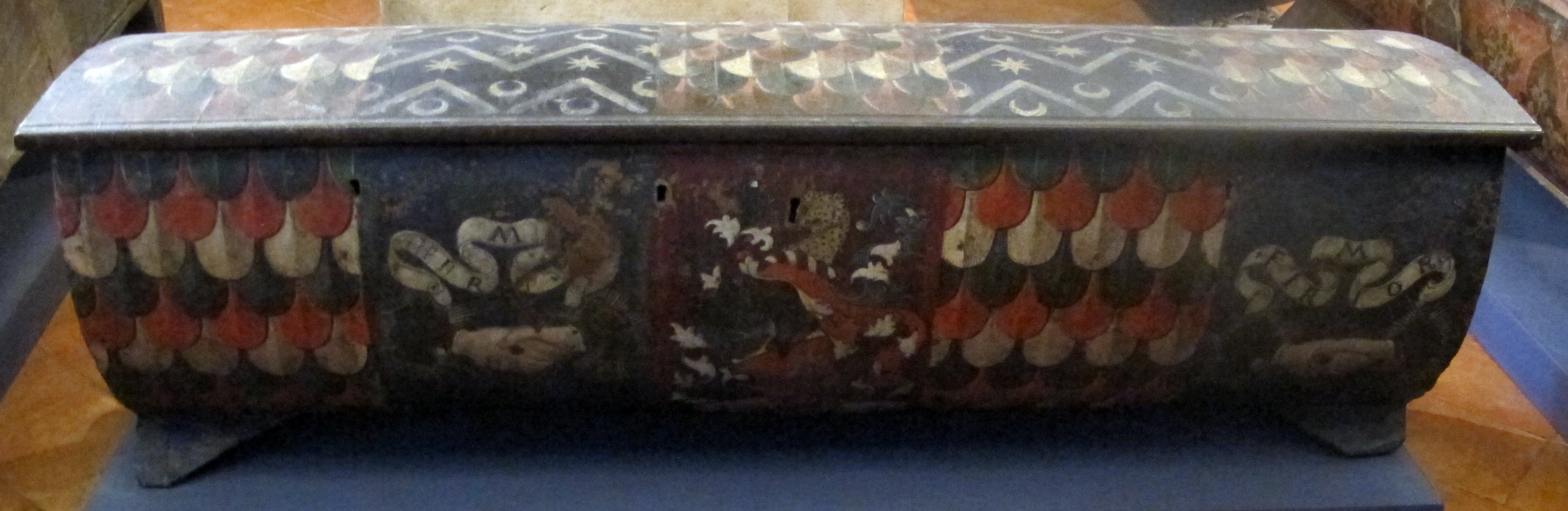
cassone del s. XV

### Edat Moderna
A França, a principis del segle xvi amb el regnat de Francesc I, es desenvoluparen l'estil de vida i conceptes italians. La decoració s'omplí de detalls i s'emprà el roure i la noguera. A finals del segle xvi aparegué la cadira giratòria.
A Espanya aparegué l'estil Mudèjar, marcat per influències musulmanes, on es decoraven els mobles amb inscrustacions d'os, marfil, banús i boix. Fins llavors les dones preferien seure en coixins disposats a terra (com els àrabs) però les millores en el treball del cuir i l'aparició del cuir gravat van permetre l'arribada dels entapissats. Sorgí la cadira de frare, que es plegava i constava de travessers amb frontisses. També la butaca de "cadera" amb estructura en forma de tisora, decorada amb incrustacions i amb el seient i respatller entapissats. Augmentà també la decoració mitjançant traces de plata. N'hi havia amb abundància i a preu assequible, el que suposà la base de l'estil plateresc.
A Anglaterra es desenvolupà la decoració italiana, sobretot pel que fa a estructures gòtiques basades a emprar carcasses i panells. Fou el moment dels mobles tornejats i de les catifes. Els seients oferien varietat de teixits i entapissats.

### Barroc
El Barroc suposà una barreja entre comoditat i ostentació entorn els mobles. Fou una època marcada pels sistemes de marqueteria, envernissats i panells corbats.
Al segle xvii s'importà banús i a finals de segle els mobles s'enviaven a lacar a països orientals, ja que no existien les resines necessàries per a fabricar la laca adequada. A Europa s'utilitzaven altres resines que no eren tan dures però que, paradoxalment, han resistit millor el pas del temps.
A França i Anglaterra es millorà la comoditat dels seients. A Anglaterra, concretament, les cadires angleses tenien uns respatllers més alts alts que abans, decorats i entapissats. Fou allà on es creà el sofà Knole.
A Espanya destacà l'estil del tallista, arquitecte i fuster especialitzat en banús, José Churriguera, del que se’n deriva l'estil Churrigueresco, emprant en l'època la noguera i el roure. També, degut a la colonització d'Amèrica, es començà a utilitzar la caoba. Les potes dels seients eren o bé rectes i prismàtiques o bé tornejades i corbes. A Mallorca destacaren les cadires mallorquines de pi policromat.

### Rococó

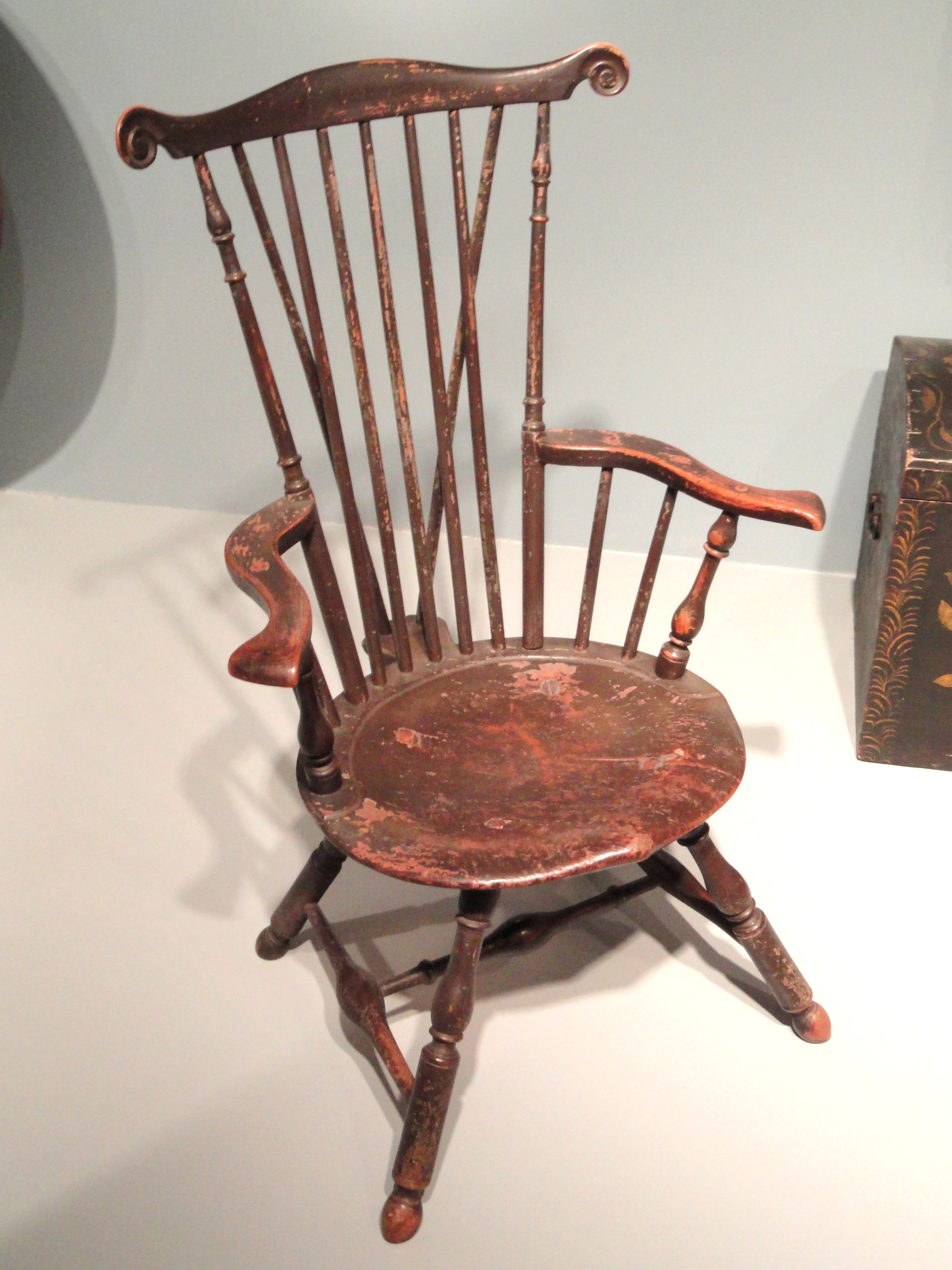
Cadira Windsor del 1760-1770, Philadelphia. Art Institute of Chicago

A principis del segle xviii, amb el regnat de Lluís XV, el Rococó encara seguia l'exuberància barroca, però amb més elegància i comoditat. El canvi d'estil el potencià el fuster Cressent, introduint colors pàl·lids.
Els mobles de seient foren els protagonistes en aquesta època: butaca Bergère, sofàs otomans... revolucionant totes les especialitats dels artesans. Els preus d'aquests, d'altra banda, es tornaren desorbitats degut a la gran varietat de fustes existents.
A Anglaterra aparegué la pota cabriolé de secció quadrada. Es creà també la butaca d'orelles. Disminuí el treball en fusta i es potenciaren els tapissos amb llana, sedes i bordats. La coneguda cadira Windsor sorgí durant aquesta època.
A Espanya regnava Felip V de Borbó. Es potencià un toc afrancesat. Seients de l'època foren les banquetes, que solien ser pintades i policromades amb tapissos (vermell, etc.)

### Neoclassicisme
A França els seients evolucionaren cap a formes més sòbries, variant el tipus de respatller. Els revolucionaris prengueren com a model el món antic, creant un estil acadèmic anomenat Neoclassicisme. Un moble de seient del moment fou el divan, una rèplica a la poltrona grega.
D'altra banda les campanyes de Napoleó a Egipte feren ressorgir l'estil egipci, fet que feu disminuir la comoditat dels seients, per la seva rigidesa.
A Anglaterra la decoració esdevingué clàssica, sorgint també cadires amb respatller ovalat, en forma d'arc a, cor o d'escut. Els xapats, incrustació i marqueteria foren representatius del moment.

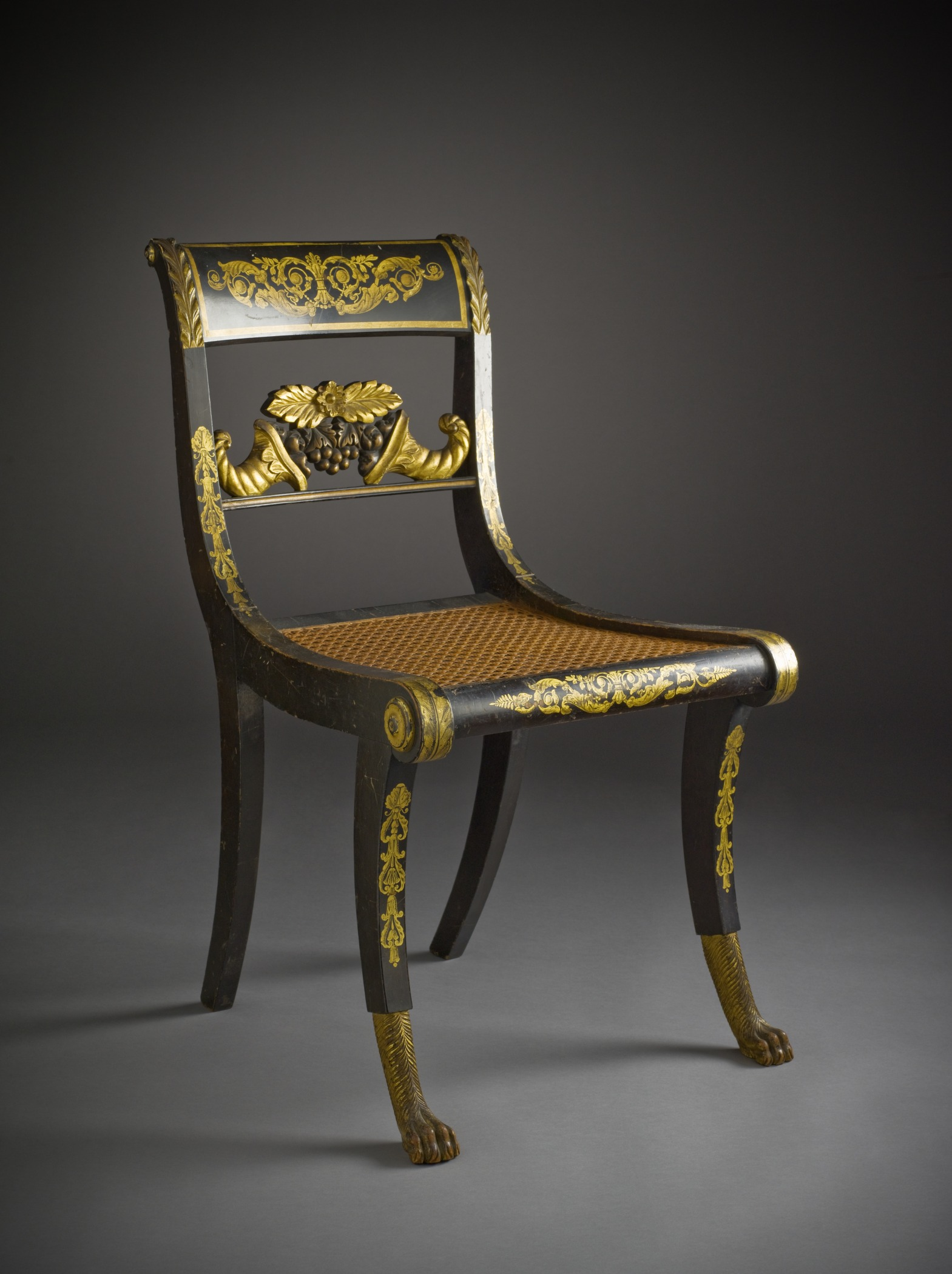
Cadira Klismos d'estil Imperi

### Estil Imperi
L'Estil Imperi prengué com a model el mobiliari de l'Antic Egipte i de l'Antiga Grècia i Roma. Es feren noves versions de la cadira Klismos, amb tapissos clars i decoracions daurades. Sorgiren noves cadires Curul, policromades. Les butaques tornaren a tenir les potes imitant formes animals, com les potes dels antics trons dels faraons egipcis.

### Restauració

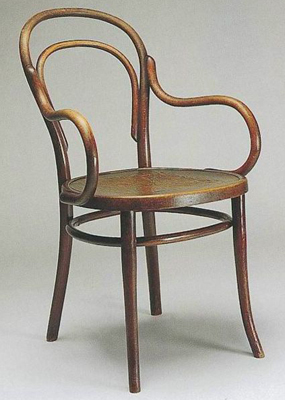
cadira 14 de Michael Thonet

La Restauració potencià novament els estils antics, reaccionant a l'imperi napoleònic. Els seients durant l'època foren sempre encoixinats i folrats.
A Àustria, Michael Thonet crearia la tècnica del corbat de fusta, permetent-ne la fabricació en sèrie. Sorgirien tota mena de mobles lleugers, funcionals, barats i sense excessiva decoració.
El metall s'usà com a material per a la creació de seients, donant pas als posteriors canapès.

### Eclecticisme
Fou la reacció contrària al Neoclassicisme.
A diferència de l'època de la Restauració, a l'Eclecticisme es construïren mobles de seient amb fustes més fosques.
Es creà un nou tapís encoixinat anomenat capitoné, d'origen anglès.
Fou un moment en què es feren moltes rèpliques o còpies de mobiliari d'estils anteriors o, fins i tot, barrejant estils. Esdevingueren seients amb encoixinats molt còmodes. Seria l'època de creació del puf, seients contraposats, el seient circular, el borne i el seient amb molles.
El 1860 William Morris intentà frenar l'abús del mobiliari fet a màquina, realitzant mobles artesans artístics i barats, amb acabats d'estil medieval. El comerç va permetre implantar un estil més senzill i comercial en els mobles.
A Espanya aquest estil rebé el nom d'“isabelí” i es reconeixia per mobles de seient de fusta de caoba amb incrustacions de bronze i marqueteria molt prima, cada cop més aburgesats. La revolució industrial suposà, en aquest aspecte, una pèrdua de mà d'obra però, alhora, un acabat més perfecte en aquests.

### Segles XIX i XX
Els mobles i seients no només eren un treball de fusters, s'inclourien a arquitectes i a dissenyadors en el procés. El 1888 l'exhibició Arts & Crafts de Londres va aportar noves idees: dissenyadors com Tiffany o arquitectes com Frank Lloyd Wright dissenyaren mobles amb certa aparença mecànica, com una part integrant de la casa. La serra circular feu els seients encara més funcionals, creant l'estil Shaker amb seients amb la superfície polida al màxim. Seients com la cadira de boga trenada i els balancins foren molt populars.

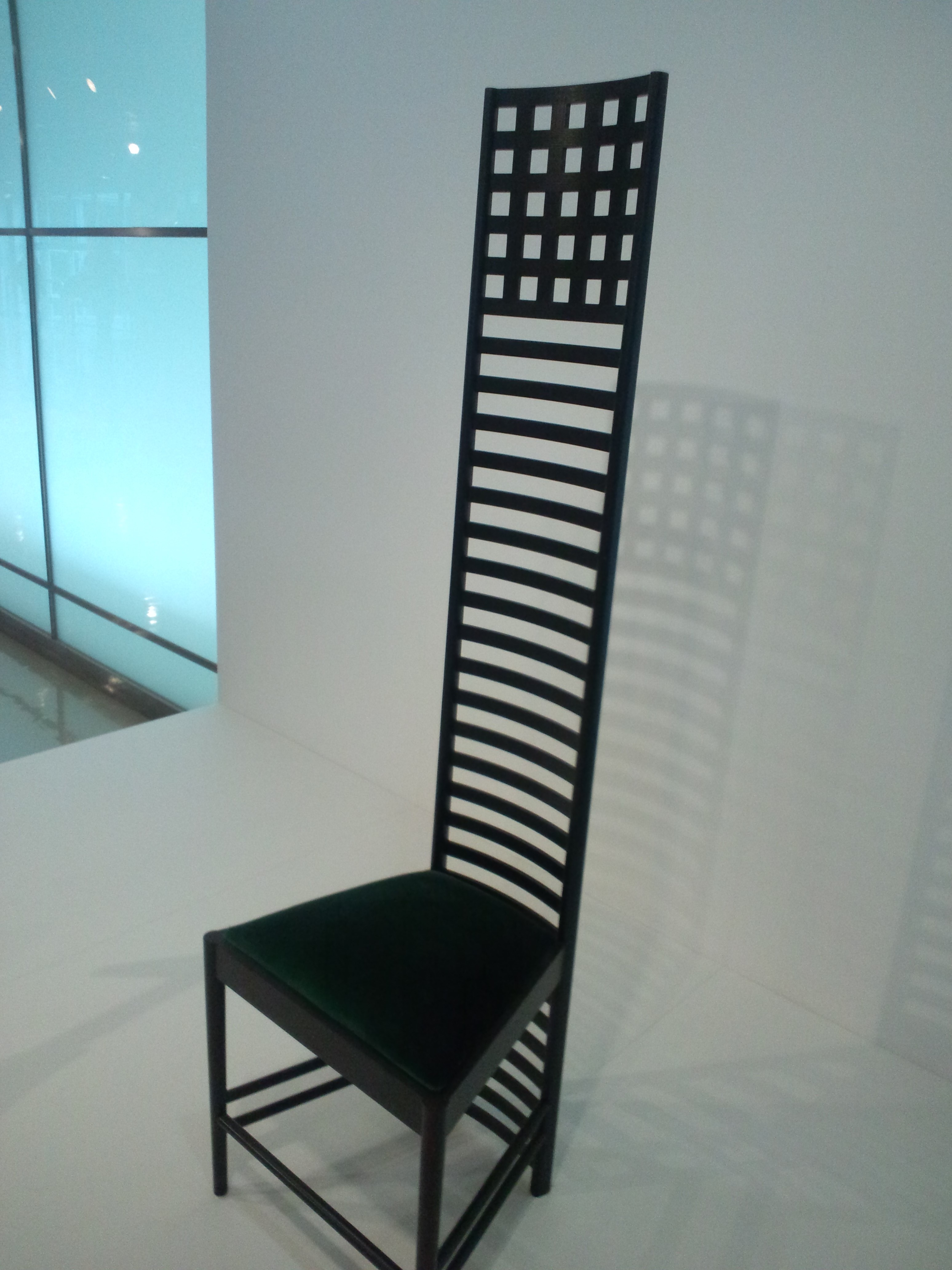
Cadira Osaka de Charles Rennie Mackintosh

El 1890 aparegué l'Art Nouveau. Els seients evolucionaren cap a formes sinuoses amb motius florals i d'animals, inspirats en la natura. Antoni Gaudí i Cornet en va ser el màxim representant, a Espanya. A Anglaterra Charles Rennie Mackintosh va optar per fer uns seients amb un acabat més rectilini.
Es desenvolupà el Cubisme a França, el Futurisme a Itàlia i l'Expressionisme a Alemanya. Els seients creats inspirats en aquests estils artístics presentaven formes innovadores i mai vistes fins llavors.

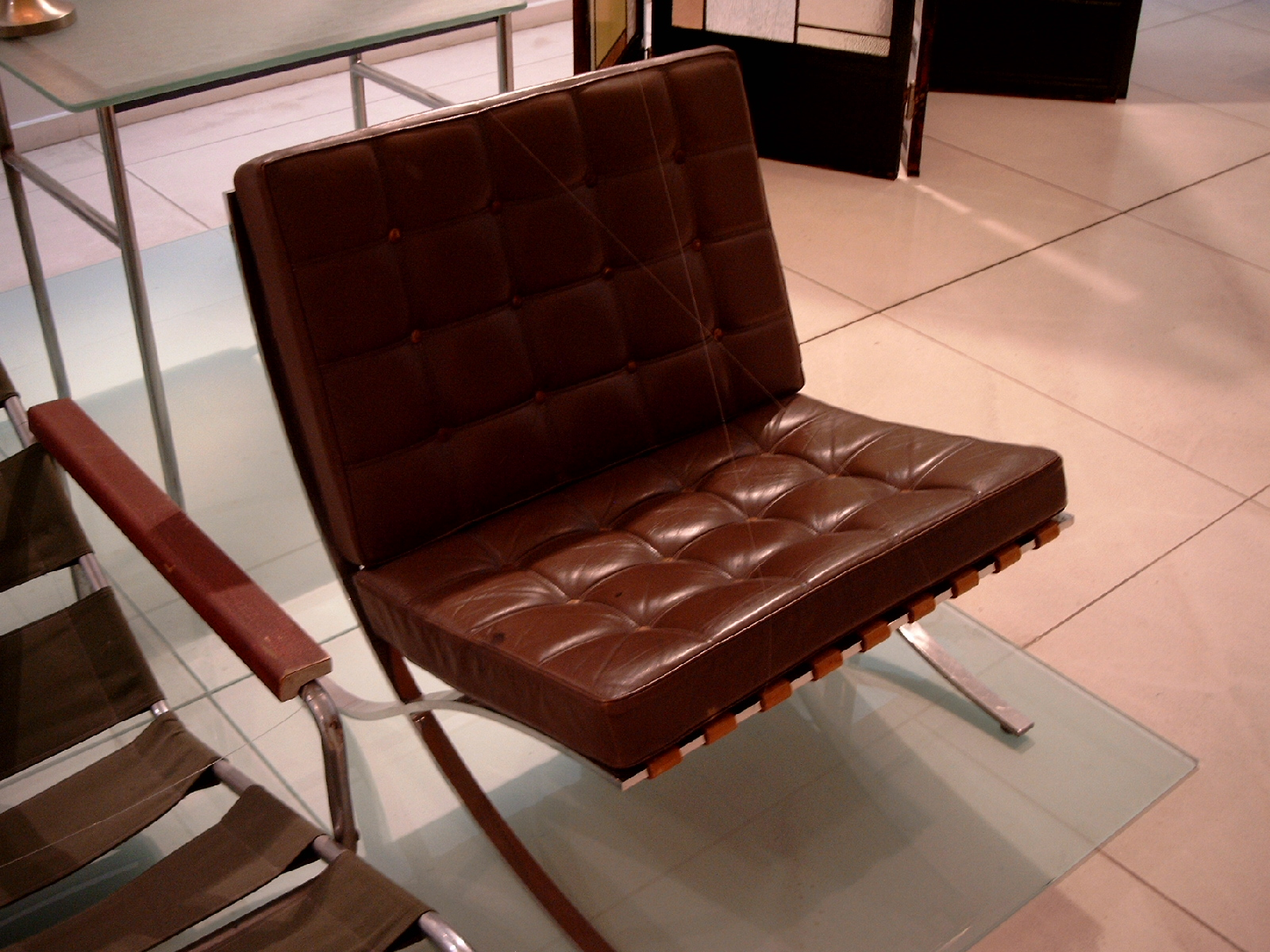
Cadira Barcelona de Ludwig Mies van der Rohe

A Holanda, per exemple, es creà el mobiliari abstracte i els seients de metall guanyaren protagonisme. Thonet, que fins llavors fabricava mobles de fusta corbada, també començà a crear seients metàl·lics i tota mena de mobles amb dissenys de Ludwig Mies van der Rohe i Charles-Édouard Jeanneret-Gris conegut amb el pseudònim de Le Corbusier.
El 1928 aparegué la goma-espuma, un material que revolucionà la tècnica de l'entapissat. Un any després, el 1929, Mies van der Rohe, dissenyà el que es catalogà com a seient més bonic de l'època: la cadira Barcelona.
Finalment, el 1930, guanyaren importància els mobles de seient “racionalistes” dissenyats per Chareau, a França.
Després de la Segona Guerra Mundial hi hagué una major necessitat de mobles. Tres grups varen dominar la producció dels mateixos: escandinaus, nord-americans i italians.
A Dinamarca es creaven seients de fusta fets a màquina i a Amèrica s'introduïren els plàstics en la creació de mobles.
El 1949 es creà la primera cadira de polièster reforçada amb fibra de vidre creada per Charles Eames. Eero Saarinen amb el mateix material construí la col·lecció Tulip i Jacobsen, la butaca Ou.

El 1954 s'inventà el propilè, un material que feia possible fer seients, com la cadira, mitjançat injecció. Això abaratia considerablement els preus. Un exemple fou la cadira apilable de Robin Day. 

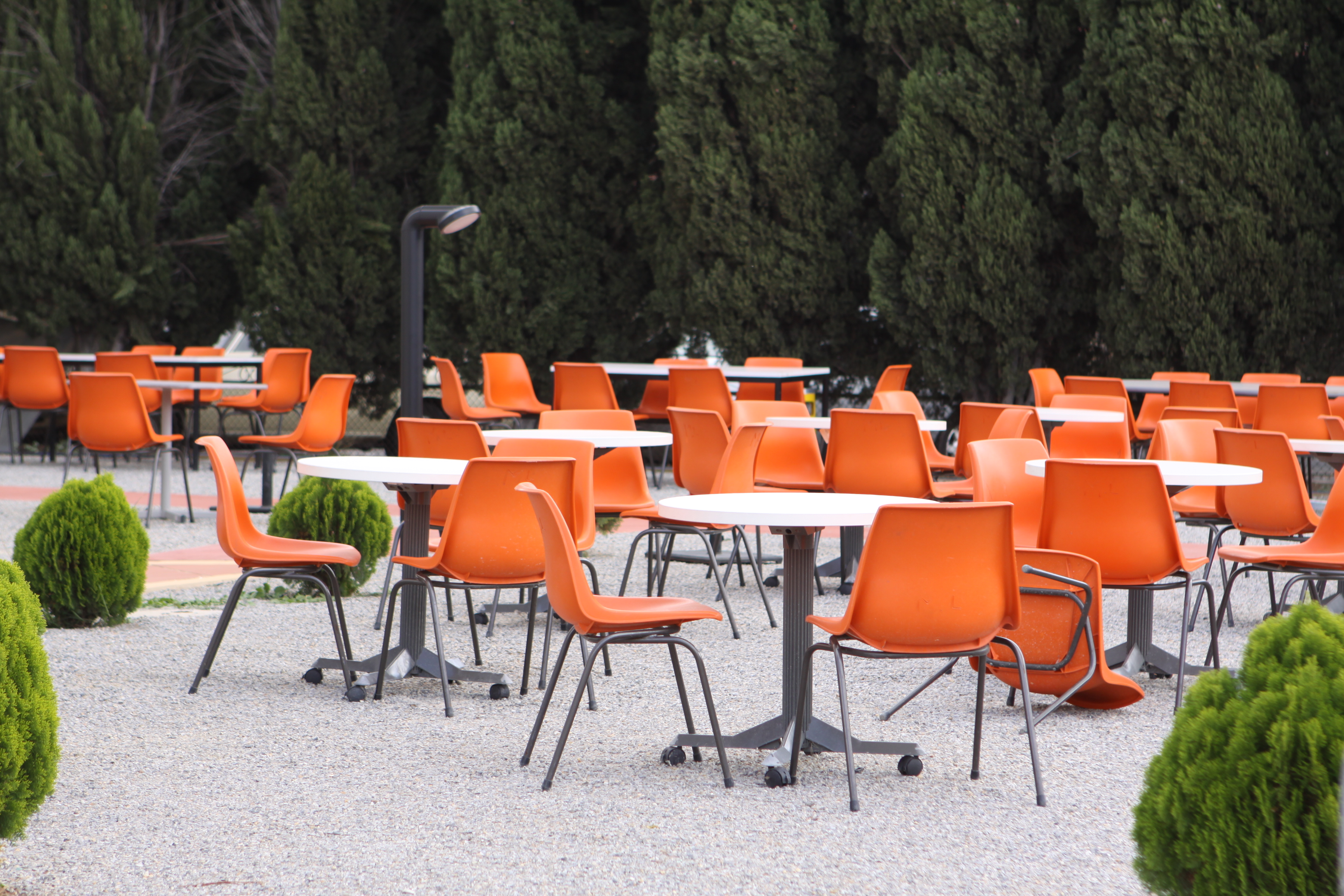
cadires apilables dissenyades per Robin Day

Els dissenyadors perfeccionaren i potenciaren nous materials i formes imaginatives per a aquests. Un bon exemple d'això en fou l'aparició del tapís sintètic i la creació de sofàs fets de goma-espuma. Lomazzi, Urbino i de Pas varen sorprendre amb les següents creacions: el sofà Joe, la cadira inflable Blow i el puf do Sacco. Aquest últim consistia en una butaca en forma de sac plena de grans de poliestirè expandit, que es posaria de moda als anys 70.
L'any 1995 ja es podien trobar bancs urbans contemporanis.

### Segle XXI
A finals del segle xx i principis del XXI, tota l'evolució al llarg de la Història dels seients, permet una diversificació molt gran d'estils, formes, materials i preus, incloent la creació de seients a partir de materials biodegradables, ecològics o en desús.

## Seient de mobiliari urbà
Els espais oberts i comuns en una ciutat o poble varen crear la necessitat de crear mobiliari urbà.
La localització, la funcionalitat, la comoditat i el cost de creació i de manteniment d'aquest mobiliari públic són premisses que es tenen en compte a l'hora d'escollir un tipus de seient o altre. El material ha de resistir les condicions climatològiques i el disseny no ha d'influir negativament en la seva funcionalitat.
Exemples de seients d'ús públic són els següents: bancs, cadires i banquets